# Stethynium daltoni
Stethynium daltoni is een vliesvleugelig insect uit de familie Mymaridae. De wetenschappelijke naam is voor het eerst geldig gepubliceerd in 1912 door Girault.